# Haflagu
Haflagu war ein nabatäischer Künstler, der im ersten Jahrhunderts n. Chr. in der arabischen Stadt Hegra tätig war.
Er ist nur von einem Graffito aus Hegra bekannt, in dem er als Künstler bezeichnet wird. Vermutlich stand seine Tätigkeit im Zusammenhang mit den dort erschaffenen monumentalen Grabanlagen, jedoch ist sein Name auf keinem dieser Gräber inschriftlich nachzuweisen.